# Брода, Мартина
Марти́на Брода́ (фр.  Martine Broda; 17 марта 1947, Нанси — 23 апреля 2009, Париж) — французская поэтесса, переводчица
, исследователь поэтического языка.

## Биография
Из еврейской семьи, в 1923 бежавшей из Лодзи во Францию. Её мать и тетка, участвовавшие в Сопротивлении, но арестованные нацистами в 1944 как еврейки, были узницами лагерей Освенцим, Берген-Бельзен, Терезин, освобождены советской армией в мае 1945.
Изучала филологию и философию, в дальнейшем работала как филолог, философ, переводчик. Руководила исследовательским направлением (исследование современной поэтики) в CNRS. Преподавала в Международном философском коллеже, в EHESS. Входила в круг журнала Action poètique.
Похоронена на кладбище Монпарнас.

## Творчество
Автор нескольких книг стихов, работ о поэтике Данте, М.Сэва, Бодлера, Рильке, Жува, Арагона, Целана, Цветаевой, Хуарроса и др., составитель сборника статей и эссе памяти Антуана Бермана. Переводила произведения В.Беньямина, Целана, Нелли Закс, Т. С. Элиота.

## Публикации
Стихотворения
- Double (1978, с гравюрами Жизель Целан-Лестранж)
- Tout ange est terrible (1983)
- Passage (1985)
- Ce recommencement (1992)
- Grand jour (1994)
- Poèmes d'été (2000)
- Éblouissements (2003)

Эссе
- Jouve (1981)
- Dans la main de personne, очерк о Пауле Целане (1986, расшир. и дополн. изд. 2002)
- L’amour du nom, essai sur le lyrisme et la lyrique amoureuse (1997, премия Французской академии)
- Pour Roberto Juarroz (2002)